# Chris Mannella
Christopher Mannella (Toronto, 7 juni 1994) is een Canadees voetballer die bij voorkeur als middenvelder speelt. In 2015 debuteerde hij in het Canadees voetbalelftal.

## Interlandcarrière
Op 16 januari 2015 maakte Mannella zijn debuut in het Canadees voetbalelftal. In de vriendschappelijke wedstrijd tegen IJsland mocht hij 22 minuten voor tijd invallen voor Adam Straith.
| Interlands van Chris Mannella voor Canada | Interlands van Chris Mannella voor Canada | Interlands van Chris Mannella voor Canada | Interlands van Chris Mannella voor Canada | Interlands van Chris Mannella voor Canada | Interlands van Chris Mannella voor Canada |
| №                                         | Datum                                     | Wedstrijd                                 | Uitslag                                   | Competitie                                | Goals                                     |
| Als speler van Toronto FC II              | Als speler van Toronto FC II              | Als speler van Toronto FC II              | Als speler van Toronto FC II              | Als speler van Toronto FC II              | Als speler van Toronto FC II              |
| ----------------------------------------- | ----------------------------------------- | ----------------------------------------- | ----------------------------------------- | ----------------------------------------- | ----------------------------------------- |
| 1                                         | 16 januari 2015                           | Canada – IJsland                          | 1 – 2                                     | Vriendschappelijk                         | 0                                         |
| 2                                         | 19 januari 2015                           | Canada – IJsland                          | 1 – 1                                     | Vriendschappelijk                         | 0                                         |
| 3                                         | 27 maart 2015                             | Canada – Guatemala                        | 1 – 0                                     | Vriendschappelijk                         | 0                                         |

Bijgewerkt op 7 juni 2015.